# Danmarks Designskoles Bibliotek
Danmarks Designskoles Bibliotek er bibliotek for Danmarks Designskole og har eksisteret så længe som skolen (Tegneskolen for Kvinder, 1875). Først som en hylde på rektors kontor, dernæst som småsamlinger rundt omkring på afdelingerne, og sidenhen som et moderne og offentligt bibliotek med uddannede bibliotekarer ansat. Skolens første fysiske bibliotek blev grundlagt i 1958 i Linnésgade (Kunsthåndværkerskolen) af bibliotekarer med tilknytning til Kunstindustrimuseet; der har siden været skiftende ansatte bl.a. taget fra skolens personale, men siden 1965 blev biblioteket ledet af Bodil P. Petersen – en del år med nogen bistand af unge elever fra Biblioteksskolen.

## Bibliotekets udvikling
Biblioteket bestod i en periode af tre afdelinger, én hovedafdeling i Linnésgade (Kunsthåndværkerskolen), biblioteksmøblerne var her tegnet til stedet af møbelafdelingen, én på H.C. Andersens Boulevard (tidligere Tegne- og Kunstindustriskolen for Kvinder) (grafisk linje) og én på Frederiksberg (Skolen for Boligindretning). I sommeren 1993 flyttede hele skolen til Strandboulevarden 47 på Østerbro i København og biblioteket blev dermed samlet et sted. Der findes i samlingen bøger der er indkøbt og registreret længe før 1958, hvor det første fysiske bibliotek kom til. De bøger har nok været spredt på de forskellige afdelinger og adresser, for så at blive samlet på Strandboulevarden.
I juni 1990, overtog Tina Dyrbye ledelsen af biblioteket efter Knud Højgaard. I begyndelsen fungerede stillingen som værksstedsassistent, og der var kun åbent få timer for ansatte og studerende. Men i 1992 blev Tina Dyrbye fuldtidsansat bibliotekar og leder af biblioteket.
Brugen af biblioteket steg eksplosivt og i Linnésgade blev der indkøbt nogle montrer så de studerende kunne se, hvad der fandtes på biblioteket. Samtidig gik bibliotekaren også ud på afdelingerne, og det store skift lå i selve samlingen, der indtil da stort set kun havde indeholdt billedbøger og tidsskrifter med fotos (National Geographic etc.). Biblioteket begyndte at købe fagtidsskrifter, og ikke mindst at beholde tidsskrifterne og bøgerne på biblioteket, hvor de så kunne lånes. Tidligere havde det været praksis at sende materialerne direkte til afdelingerne, og de kom derfor aldrig omkring biblioteket.
Biblioteket varetog bogindkøb, katalogisering, emneindeksering af tidsskrifter og udlån og servicering af skolens ansatte og studerende.
I 1991 indledtes et sammenarbejde med andre kunst- og designbiblioteker i ARLIS Nordenregi, og biblioteket blev åbent for udlån til andre studerende. I 1991 påbegyndtes ligeledes en dataregistrering af samlingen, der dengang var på kartotekskort.
Biblioteket blev en del af DanBib i 2002 og samlingen blev dermed åben for alle.
Over årene udviklede biblioteket sig og blev en integreret del af skolens virksomhed. Det stod som Informations- og Videnscenter for at formidle viden og informationer ud til skolens studerende og ansatte. I slutningen 1990'erne udkom skolens nyhedsavis, Bulletin, fra biblioteket, siden kom hjemmesiden og intranettet til og til sidst blev skolens reception/information også en integreret del af biblioteket. Personalet bestod således af bibliotekarer, en kommunikationsmedarbejder og en receptionist. Bibliotekets fagområder var: kunsthåndværk/design, billedkunst, keramik, glas, tekstil, beklædning, grafisk design, scenografi, møbler, rumindretning, kommunikation og arkitektur.
I forbindelse med fusionen af Danmarks Designskole, Kunstakademiets Arkitektskole og Konservatorskolen i 2011, fusionerede Designskolens Bibliotek også med Kunstakademiets Arkitektskoles Bibliotek (Kasb) og Det Konserveringsfaglige Videncenter (KViC). Det er i dag et fælles bibliotek, Det Kongelige Akademi - Bibliotek (tidligere KADK Bibliotek), som også huser Den Danske Scenekunstskoles bogsamling, med beliggenhed på Holmen i København.
I 1999 bestod samlingen af 13.000 bøger, 130 årbøger og tidsskrifter i løbende abonnement, 140 videoer, cd-rommer og dvd'er.

## Ledere af Designskolens Bibliotek
- 1965-? Bodil P. Petersen
- ?-1990 Knud Højgaard
- 1990-2005 Tina Kornelia Dyrbye
- 2006 Henriette Jacobsen (konstitueret)
- 2006-2007 Henriette Jacobsen
- 2008-2011 Kristian Rise

## Nøgletal
Nedenfor er et udsnit af udlånsstatistikken for perioden 1993-1999 (antal udlån inkl. fornyelser). I perioden fra * 1993-1999 skete der en stigning i udlånet på 338,716%.
- 1993: 5109
- 1994: 7701
- 1995: 10.636
- 1996: 13.448
- 1997: 17.373
- 1998: 20.391
- 1999: 22.414